# Dr Slump (série télévisée d'animation, 1997)
Pour les articles homonymes, voir Dr Slump (homonymie).
Dr Slump (ドクタースランプ, Dokutā Suranpu) est une série télévisée d'animation japonaise en 74 épisodes de 24 minutes, créée par Akira Toriyama et diffusée entre le 26 novembre 1997 et le 22 septembre 1999 sur Fuji Television, remplaçant alors Dragon Ball GT dans la plage horaire du mercredi à 19h.
Cette série est inédite dans les pays francophones.

## Fiche technique
- Titre original : ドクタースランプ (Dr Slump)
- Réalisation : Shigeyasu Yamauchi
- Scénario : d'après le manga homonyme de Akira Toriyama
- Conception des personnages : Katsuyoshi Nakatsuru, Naogi Yamamuro
- Décors : Tadanao Tsuji
- Musique : Hide du groupe Funta
- Société de production : Tōei Animation
- Société de diffusion : Fuji Television
- Pays : Japon
- Langue : japonais
- Nombre d'épisodes : 74 (2 saisons)
- Durée : 24 minutes
- Dates de première diffusion :  Japon : 26 novembre 1997

## Personnages

### Personnages deDragon Ball
- Son Goku : épisodes 4, 54, 55, 56, 57, 74
- Ninja Murasaki : épisodes 54 et 55
- Le Commandant Blue : épisodes 56 et 57
- Shenron : flashback épisode 54 et épisode 57
- Le Roi Enma : épisodes 64 et 74

## Commentaire
La réalisation de cette deuxième série Dr Slump a été pour la Tōei l'occasion d'expérimenter le procédé de colorisation par ordinateur.